# Barrett-nyelőcső
A Barrett-nyelőcső (latinosan: Barrett oesophagus) a nyelőcső gyomorhoz közeli, disztális szakaszán található nyálkahártya metaplázia, mely során a nyelőcsőre normálisan jellemző többrétegű el nem szarusodó laphám helyén a bélrendszer alsóbb szakaszaiban található hengerhám jelenik meg. A Barrett-nyelőcső a gastrooesophageális refluxbetegség (GERD) okozta tartós nyelőcső irritáció és gyulladás (reflux oesophagitis) következtében kialakuló daganatmegelőző állapot, melyből évente 0,12-0,5 százalékos valószínűséggel nyelőcső adenokarcinóma fejlődhet ki, ami a nyelőcsőrák egy nehezen kezelhető típusa.

A betegség diagnosztikájában nélkülözhetetlen a nyelőcső endoszkópos vizsgálata (oesophago-gastro-duodenoscopia), melynek során a látható nyálkahártya elváltozásból mintavétel történik, melyből szövettani vizsgálatot végeznek, utóbbi szolgáltatja a részletes diagnózist.

Kezelése történhet endoszkópos módszerekkel (pl. radiofrekvenciás abláció, nyálkhahártya rezekció) vagy súlyosabb esetben sebészi úton is.

Az állapot Norman Barrett ausztrál születésű brit mellkassebészről kapta a nevét, aki 1950-ben elsőként írta le a jellemzőit.

## Külső linkek
- Magyar Gasztroenterológiai Társaság honlapja
- WEBBeteg: Barrett-nyelőcső
- HáziPatika.com: A Barrett-szindróma Archiválva 2020. október 26-i dátummal a Wayback Machine-ben